# Sammy Van Den Bossche
Sammy Van Den Bossche, né le 5 mai 1977, est un joueur de football belge, évoluant au poste d'attaquant de pointe ou de milieu gauche. En 2010-2011, il évolue au KSV Temse.

## Statistiques saison par saison
| Saison    | Club                  | Pays | Division   | Matches joués | Buts inscrits |
| --------- | --------------------- | ---- | ---------- | ------------- | ------------- |
| 1995-1996 | SC Eendracht Alost    |      | Division 1 | 7             | 1             |
| 1996-1997 | SC Eendracht Alost    |      | Division 1 | 24            | 5             |
| 1997-1998 | SC Eendracht Alost    |      | Division 1 | 33            | 0             |
| 1998-1999 | SC Eendracht Alost    |      | Division 1 | 31            | 0             |
| 1999-2000 | SC Eendracht Alost    |      | Division 1 | 20            | 1             |
| 2000-2001 | SC Eendracht Alost    |      | Division 1 | 33            | 5             |
| 2001-2002 | KVC Westerlo          |      | Division 1 | 29            | 4             |
| 2002-2003 | KVC Westerlo          |      | Division 1 | 21            | 0             |
| 2003-2004 | RAA Louviéroise       |      | Division 1 | 21            | 3             |
| 2004-2005 | Red Star Waasland     |      | Division 2 | 11            | 0             |
| 2005-2006 | Verbroedering Meldert |      | Promotion  | 21            | 4             |
| 2006-2007 | Verbroedering Meldert |      | Promotion  | 30            | 5             |
| 2007-2008 | KSV Temse             |      | Promotion  | 30            | 10            |
| 2008-2009 | KSV Temse             |      | Promotion  | 28            | 4             |
| 2009-2010 | KSV Temse             |      | Division 3 | 35            | 5             |
| 2010-2011 | KSV Temse             |      | Division 3 | ?             | ?             |